# Voćarica
Voćarica je naselje u Republici Hrvatskoj u Sisačko-moslavačkoj županiji, u sastavu grada Novske.

## Zemljopis
Voćarica se nalazi istočno od Novske na cesti prema Okučanima, susjedna naselja su Paklenica na zapadu te Jazavica na istoku.

## Stanovništvo
Prema popisu stanovništva iz 2011. godine Voćarica je imala 199 stanovnika.
| broj stanovnika | 173   | 150   | 169   | 206   | 203   | 246   | 221   | 266   | 167   | 191   | 217   | 234   | 256   | 269   | 207   | 199   | 146   |
|                 | 1857. | 1869. | 1880. | 1890. | 1900. | 1910. | 1921. | 1931. | 1948. | 1953. | 1961. | 1971. | 1981. | 1991. | 2001. | 2011. | 2021. |